# 圣布里厄
圣布里厄（法語：Saint-Brieuc，法語發音：[sɛ̃ bʁijø]，布列塔尼语：Sant-Brieg），法国西北部城市，布列塔尼大区阿摩尔滨海省的一个市镇，也是该省的省会和人口最多的城市，下辖圣布里厄区，2022年1月1日时的人口数量为44,607，在法国排名第152位。
圣布里厄是一个区域性的经济、科技和文化中心，市区濒临英吉利海峡，距离海岸线大约3公里，自法国大革命后成为省会，附近的海湾也以该市命名。圣布里厄因每年5月举办的摇滚艺术音乐节活动而闻名。

## 地名来源
“圣布里厄”一名来源于天主教布里厄道士，他也是布列塔尼七圣之一。

## 历史

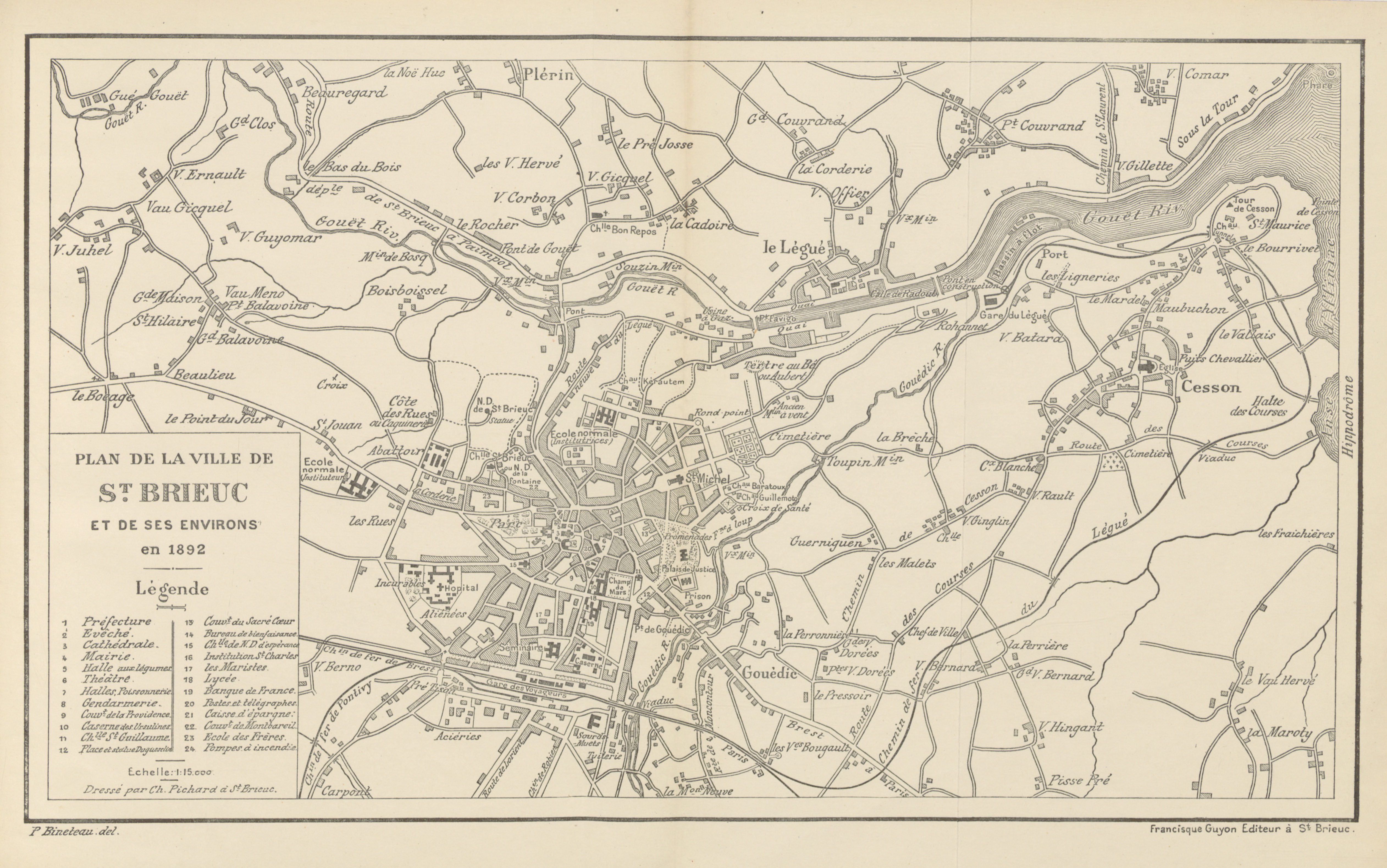
19世纪末的圣布里厄地图

圣布里厄在罗马时期就已出现人类活动。布里厄道士于公元580年在此建城。中世纪初期，圣布里厄地区曾被诺曼人攻占，公元848年，布列塔尼国王诺米诺埃驱赶了诺曼人，并在此建立主教。1292年，朗巴勒的阿兰主教在此大兴土木，使得圣布里厄城市有了较大的扩张。1355年，圣布里厄在一次火灾中被严重损毁。1470年，圣米歇尔教堂建立。1627年，圣布里厄成为一座军事防御重地和重要地方港口。法国大革命期间，圣布里厄曾被更名为“布里厄港”（Port Brieuc），此后，圣布里厄成为“北滨海省”（Côte du Nord）的省会。1990年，北滨海省改名为阿摩尔滨海省。

## 地理

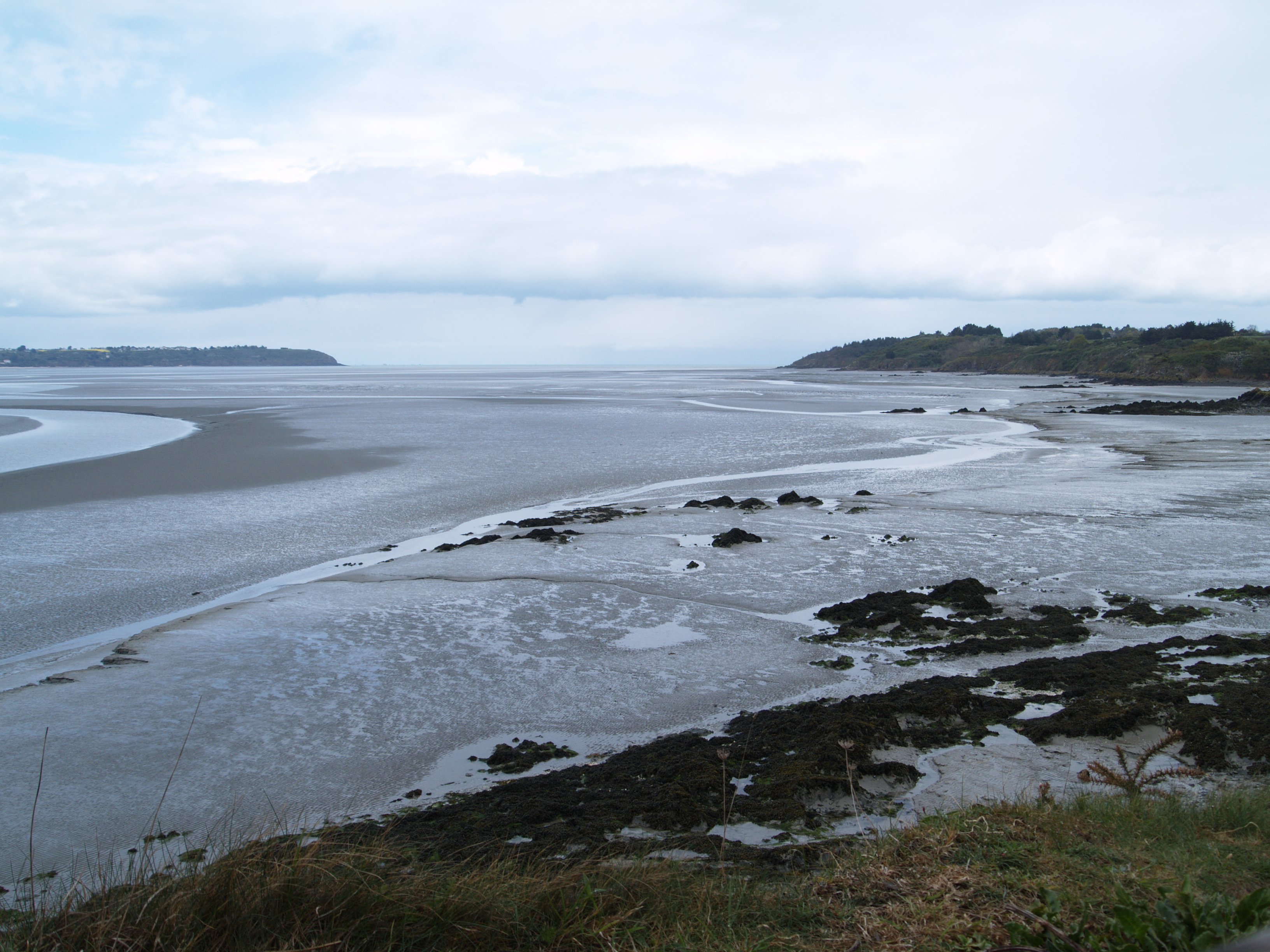
圣布里厄湾

圣布里厄位于法国西北部，布列塔尼大区的北部偏东和阿摩尔滨海省的东部。在自然地理上，圣布里厄则位于布列塔尼半岛北部，大西洋英吉利海峡的圣布里厄湾南侧。圣布里厄市中心距离海岸线的直线距离在3公里以内，距离大区首府雷恩大约100公里，距离法国首都巴黎约450公里。与圣布里厄接壤的市镇包括：普莱兰、朗格、特雷格、普卢弗拉冈。

### 地形
圣布里厄位于阿尔莫里卡高原北侧边缘地带，所处地区属于浅丘地貌，市区地形较为平坦，部分街道有明显坡度，整个圣布里厄的海拔在0至134米之间。

### 水文
古埃河自西向东流经圣布里厄北部边境，古埃河独立入海，不属于法国五大流域当中的任何一个。其入海处设有勒莱盖港（Port du Légué），右岸支流古埃迪克河则流经圣布里厄市区东部。

### 植被
圣布里厄位于温带常绿阔叶林区，境内的主要林区分布于省府公园（Parc de la préfécture）、漫步公园（Parc Des Promenades）内以及境内的河谷两岸。

### 气候
圣布里厄在柯本气候分类法中属于温带海洋性气候（Cfb），夏季炎热干燥，冬季温和多雨。
圣布里厄境内设有气象站，以下为该站的数据：
| 圣布里厄 1981–2010年 | 圣布里厄 1981–2010年 | 圣布里厄 1981–2010年 | 圣布里厄 1981–2010年 | 圣布里厄 1981–2010年 | 圣布里厄 1981–2010年 | 圣布里厄 1981–2010年 | 圣布里厄 1981–2010年 | 圣布里厄 1981–2010年 | 圣布里厄 1981–2010年 | 圣布里厄 1981–2010年 | 圣布里厄 1981–2010年 | 圣布里厄 1981–2010年 | 圣布里厄 1981–2010年 |
| 月份                 | 1月                  | 2月                  | 3月                  | 4月                  | 5月                  | 6月                  | 7月                  | 8月                  | 9月                  | 10月                 | 11月                 | 12月                 | 全年                 |
| -------------------- | -------------------- | -------------------- | -------------------- | -------------------- | -------------------- | -------------------- | -------------------- | -------------------- | -------------------- | -------------------- | -------------------- | -------------------- | -------------------- |
| 历史最高温 °C（°F）  | 15.4 (59.7)          | 19.6 (67.3)          | 22.2 (72.0)          | 25.2 (77.4)          | 28.9 (84.0)          | 33.6 (92.5)          | 32.2 (90.0)          | 38.1 (100.6)         | 29.6 (85.3)          | 29.5 (85.1)          | 20.7 (69.3)          | 16.8 (62.2)          | 38.1 (100.6)         |
| 平均高温 °C（°F）    | 8.4 (47.1)           | 8.7 (47.7)           | 11.1 (52.0)          | 12.8 (55.0)          | 15.9 (60.6)          | 18.9 (66.0)          | 21.1 (70.0)          | 21.3 (70.3)          | 19.1 (66.4)          | 15.5 (59.9)          | 11.6 (52.9)          | 9.0 (48.2)           | 14.5 (58.1)          |
| 平均低温 °C（°F）    | 3.4 (38.1)           | 3.0 (37.4)           | 4.3 (39.7)           | 5.3 (41.5)           | 8.2 (46.8)           | 10.7 (51.3)          | 12.7 (54.9)          | 12.7 (54.9)          | 11.1 (52.0)          | 8.9 (48.0)           | 5.8 (42.4)           | 3.7 (38.7)           | 7.5 (45.5)           |
| 历史最低温 °C（°F）  | −11.3 (11.7)         | −9.4 (15.1)          | −3.9 (25.0)          | −1.8 (28.8)          | 1.1 (34.0)           | 3.6 (38.5)           | 7.1 (44.8)           | 6.6 (43.9)           | 4.5 (40.1)           | −3.9 (25.0)          | −4.8 (23.4)          | −7.2 (19.0)          | −11.3 (11.7)         |
| 平均降水量 mm（）    | 79.4 (3.13)          | 68.0 (2.68)          | 56.6 (2.23)          | 63.8 (2.51)          | 64.5 (2.54)          | 45.2 (1.78)          | 44.8 (1.76)          | 40.8 (1.61)          | 58.1 (2.29)          | 82.1 (3.23)          | 83.7 (3.30)          | 89.2 (3.51)          | 776.2 (30.56)        |
| 平均降水天数         | 12.8                 | 11.3                 | 11.6                 | 11.8                 | 9.4                  | 7.5                  | 8.0                  | 8.1                  | 8.7                  | 12.9                 | 14.0                 | 14.2                 | 130.3                |
| 月均日照時數         | 64.8                 | 76.8                 | 118.1                | 152.4                | 179.5                | 198.7                | 186.3                | 178.1                | 160.9                | 107.0                | 77.5                 | 64.5                 | 1,564.6              |
| 来源：Météo France   |                      |                      |                      |                      |                      |                      |                      |                      |                      |                      |                      |                      |                      |

## 交通

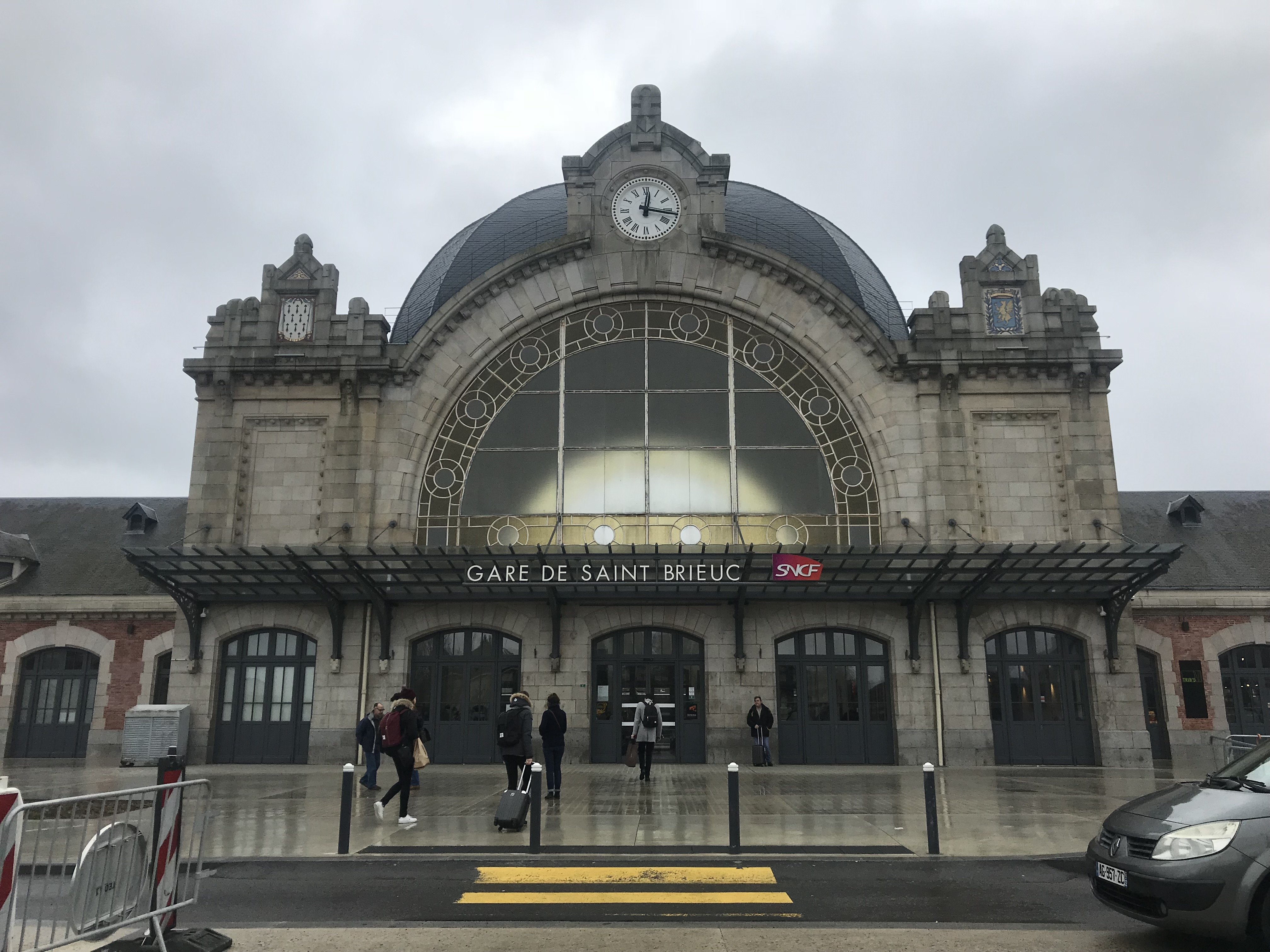
圣布里厄火车站

### 公路
法国国道N12线从圣布里厄北部过境，设有多个出入口与市区连接，阿摩尔滨海省的十余条省道也在圣布里厄交汇。
布列塔尼大区公共交通线路网开行由圣布里厄前往瓦讷、洛里昂和卢代阿克等地的大巴车线路。同时阿摩尔滨海省城际客运也提供连接圣布里厄和潘波勒、弗雷埃勒角、罗斯特勒南等地的客车线路，以及连接周边主要市镇的校车线路。
2017年，63.5%的圣布里厄家庭拥有至少一辆的私人汽车。2018年，圣布里厄境内共发生各类交通事故66起，造成1人遇难，78人受伤。

### 铁路
圣布里厄站位于巴黎－布雷斯特铁路线上，自2017年7月高铁布列塔尼线建成后，由圣布里厄前往巴黎的高铁列车最佳旅行时间缩短至2小时15分钟，此外连接雷恩和布雷斯特之间的区域列车也停靠圣布里厄站。2017年，圣布里厄站累计发送旅客数量为1,244,088人次，是法国铁路系统a类车站。

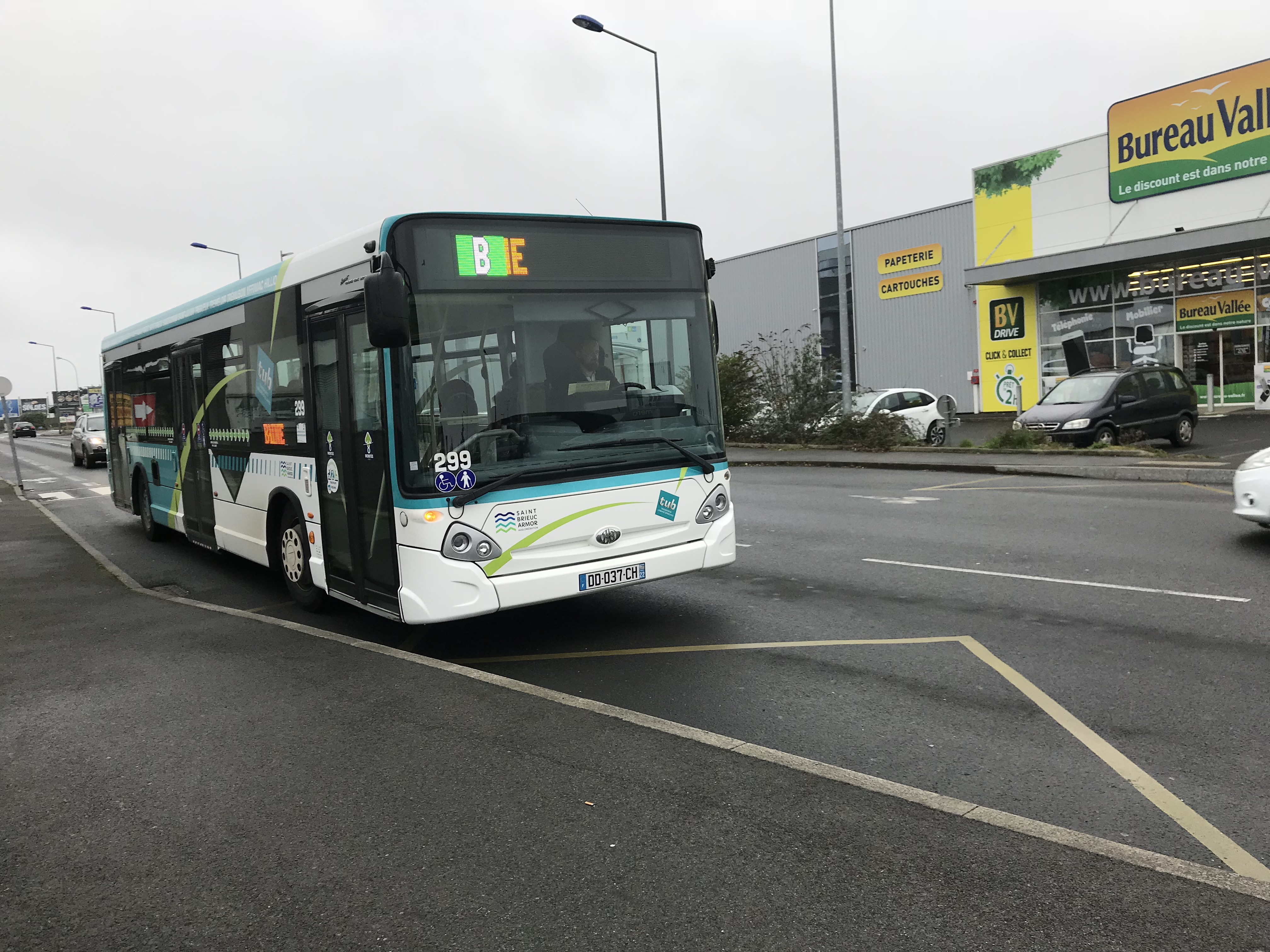
圣布里厄的一辆公共汽车

### 航空
圣布里厄阿摩尔机场位于圣布里厄市区西北部，开行货运及少量旅游包机航线。距离圣布里厄最近的民用航空机场为大约100公里外的雷恩机场。

### 城市公共交通
圣布里厄城市公共交通（商业名称为“TUB”）下属18条常规公交线路、2条摆渡车线路、3条高峰线路和3条夜班车线路，同时提供定制公交和校车服务，覆盖了整个圣布里厄阿摩尔城市圈公共社区内的大部分市镇。
在20世纪30年代，北滨海省地方铁路公司还开通有连接圣布里厄和周边主要市镇的早期有轨电车，后因维护成本过高而废弃。

## 行政区划

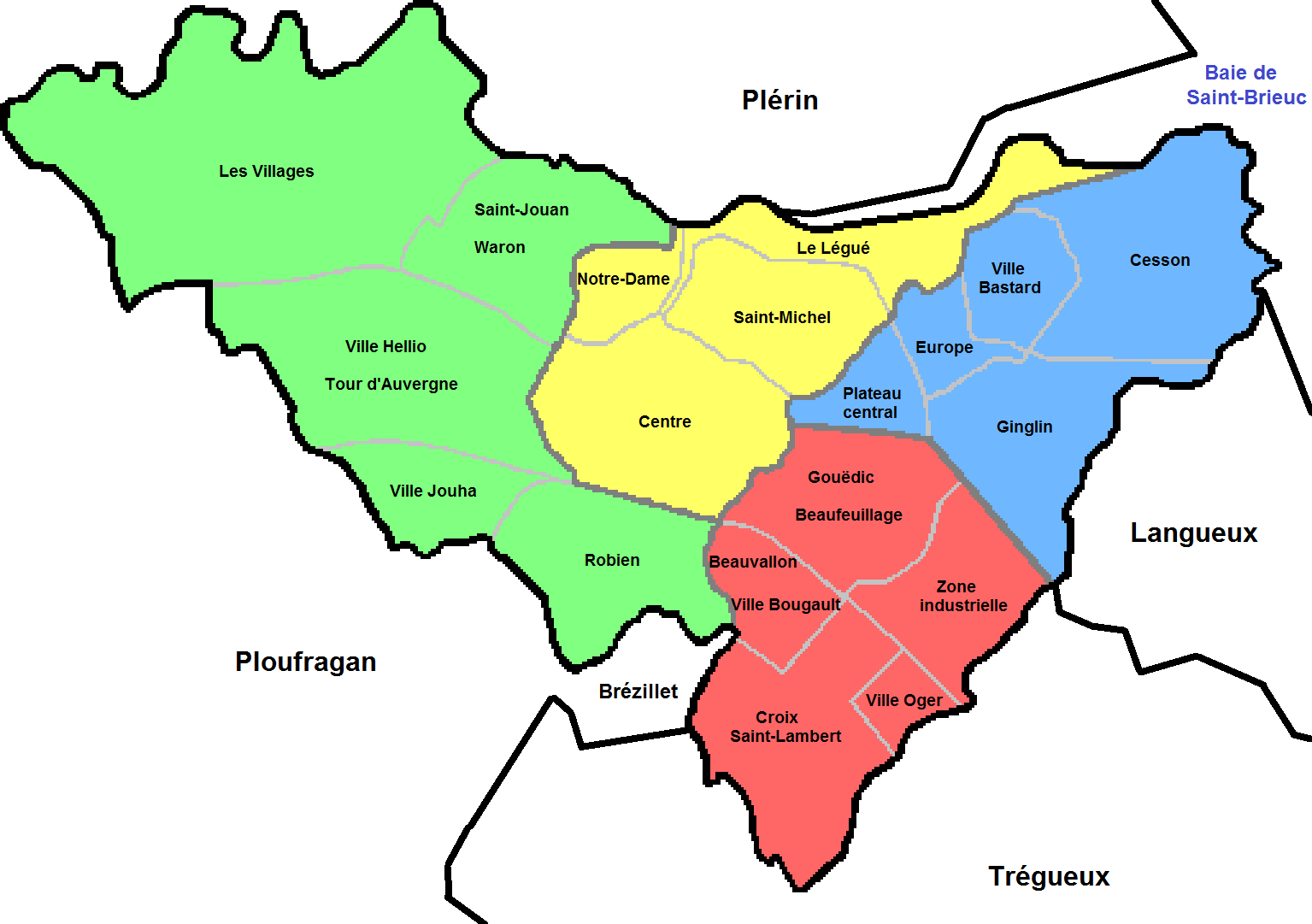
圣布里厄街区地图

圣布里厄是法国布列塔尼大区阿摩尔滨海省的一个市镇，编号为22278，它也是阿摩尔滨海省的省会。圣布里厄下辖圣布里厄区，在省级选举划分上管理圣布里厄第一县和第二县，同时也是圣布里厄阿摩尔城市圈公共社区的办公驻地。
法国国家统计与经济研究所（简称）在进行数据统计时，将圣布里厄及周边另外7个市镇设为圣布里厄城市核心区，并将包括核心区在内的附近共44个市镇划为圣布里厄城市区。同时，还将圣布里厄市镇分为了20个“块区”，以便于统计人口分布情况。

## 政治

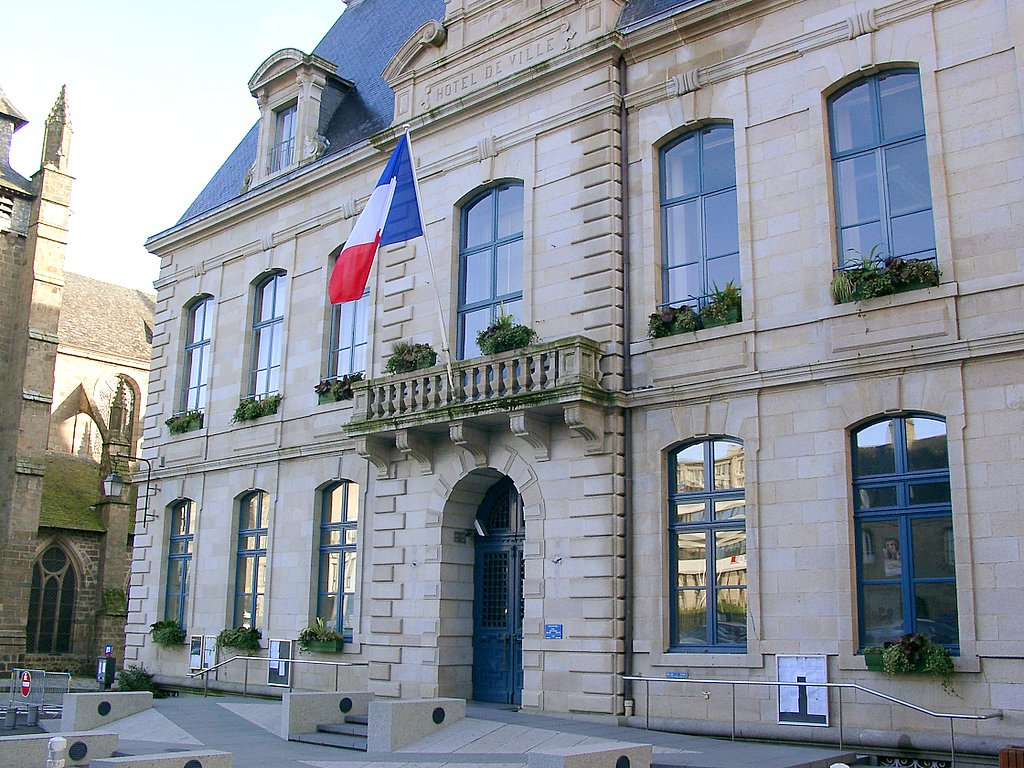
圣布里厄市政厅

圣布里厄的现任市长为埃尔韦·吉阿尔先生（Hervé Guihard），他是一名左翼无党派人士的一名成员，在2020年的市政选举中获得了59.89%的支持率。
| 圣布里厄历届市长 |                      |                           |
| 任期             | 市长                 | 党派                      |
| 1944年－1947年   | 夏尔·鲁瓦耶          | MUR联合抵抗运动           |
| 1947年－1953年   | 让·尼古拉            | SFIO工人国际法国支部      |
| 1953年－1959年   | 维克托·罗            | MRP人民共和运动           |
| 1959年－1962年   | 拉乌尔·普帕尔        | MRP人民共和运动           |
| 1962年－1964年   | 安托万·马齐耶        | PSU联合社会党             |
| 1964年－1965年   | 爱德华·普里让        | PCF法国共产党             |
| 1965年－1983年   | 伊夫·勒福尔          | PSU联合社会党             |
| 1983年－2001年   | 克洛德·索尼耶        | PS社会党                  |
| 2001年－2017年   | 布吕诺·容库尔        | UDF法国民主联盟           |
| 2017年－2020年   | 玛丽-克莱尔·迪乌龙克 | UDI民主人士和独立人士联盟 |
| 2020年－         | 埃尔韦·吉阿尔        | DVG左翼无党派人士         |

在2017年法国大选的第一轮和第二轮选举当中，法国现任总统马克龙在圣布里厄分别获得30.44%和80.43%的支持率，均居所有候选人首位。

## 经济
圣布里厄是一个区域性的中心城市，当地共有各类用人单位6,156家，其中98.34%为中小型企业，平均历史为17年，行政、医疗及社会服务是当地的主要就业岗位类型。

### 财政收入
2018年，圣布里厄的财政收入总额为69,659,000欧元，财政支出总额为65,823,600欧元，当年的债务总额为46,036,700欧元。
2015年，圣布里厄的人均收入总额为2,464欧元，其中高职人员为4,057欧元，普通职员为1,786欧元。
2017年，圣布里厄境内的青壮年（15至64岁）失业率为17.9%，当地38.4%的家庭拥有纳税资格。

## 人口
2017年，圣布里厄市镇人口数量为44,372，在法国排名第158位。其中男性20,452人，女性23,920人，75岁及以上人口占10.5%，外籍人口数量为13,061人，人口密度为2,028人/平方公里，当地居民被称为（男性）或（女性）。2018年，圣布里厄境内出生460人，死亡人口623人。
| 年份   | 1936   | 1946   | 1954   | 1962   | 1968   | 1975   | 1982   | 1990   | 1999   | 2008   | 2011   | 2016   | 2017   |
| ------ | ------ | ------ | ------ | ------ | ------ | ------ | ------ | ------ | ------ | ------ | ------ | ------ | ------ |
| 人口數 | 31,640 | 36,674 | 37,670 | 43,142 | 50,281 | 52,559 | 48,563 | 44,752 | 46,087 | 45,879 | 46,173 | 44,999 | 44,372 |

## 社会事务

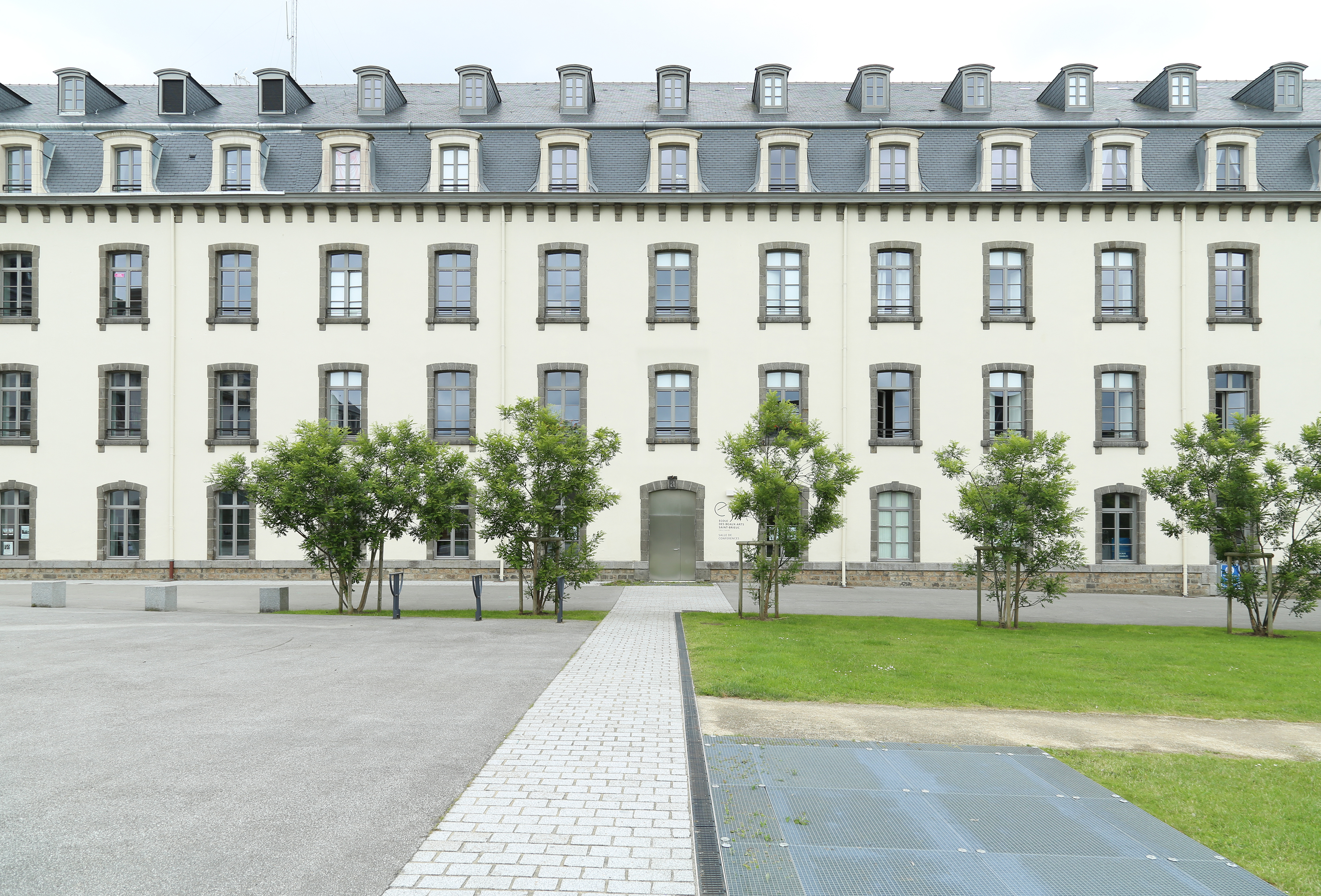
圣布里厄美术学校

### 教育
圣布里厄属于雷恩学区。截止2018年底，圣布里厄境内共有6所幼儿园、23所小学、10所初级中学、8所普通高级中学和4所职业高级中学。
圣布里厄境内还设有马济耶大学城位于圣布里厄市区东部，圣布里厄应用科技学院、雷恩第一大学的政法系和雷恩第二大学的体育科学、行政管理、历史和文学专业的部分课程在此授课。
此外，非学历制的圣布里厄美术学校由圣布里厄市政府直管；以推广布列塔尼语为目标的迪旺学校也在圣布里厄设有分校。

### 医疗
截止2019年1月1日，圣布里厄境内共有全科医生49名、保健师44名、牙医39名、护士53名、耳科医生2名、眼科医生5名、皮肤科医生3名、助产士3名、儿科医生7名和妇科医生5名。境内共有药房20家、养老院10家、残疾人帮扶中心11家。
圣布里厄中心医院（Centre Hospitalier de Saint-brieuc）是法国的一个区域性医疗系统，其主病区位于圣布里厄市区，设有床位683个，是当地规模最大的公立综合性医院。
此外，圣布里厄境内还有1家私人医院、10处养老院和11处残疾人帮扶中心。

### 住房

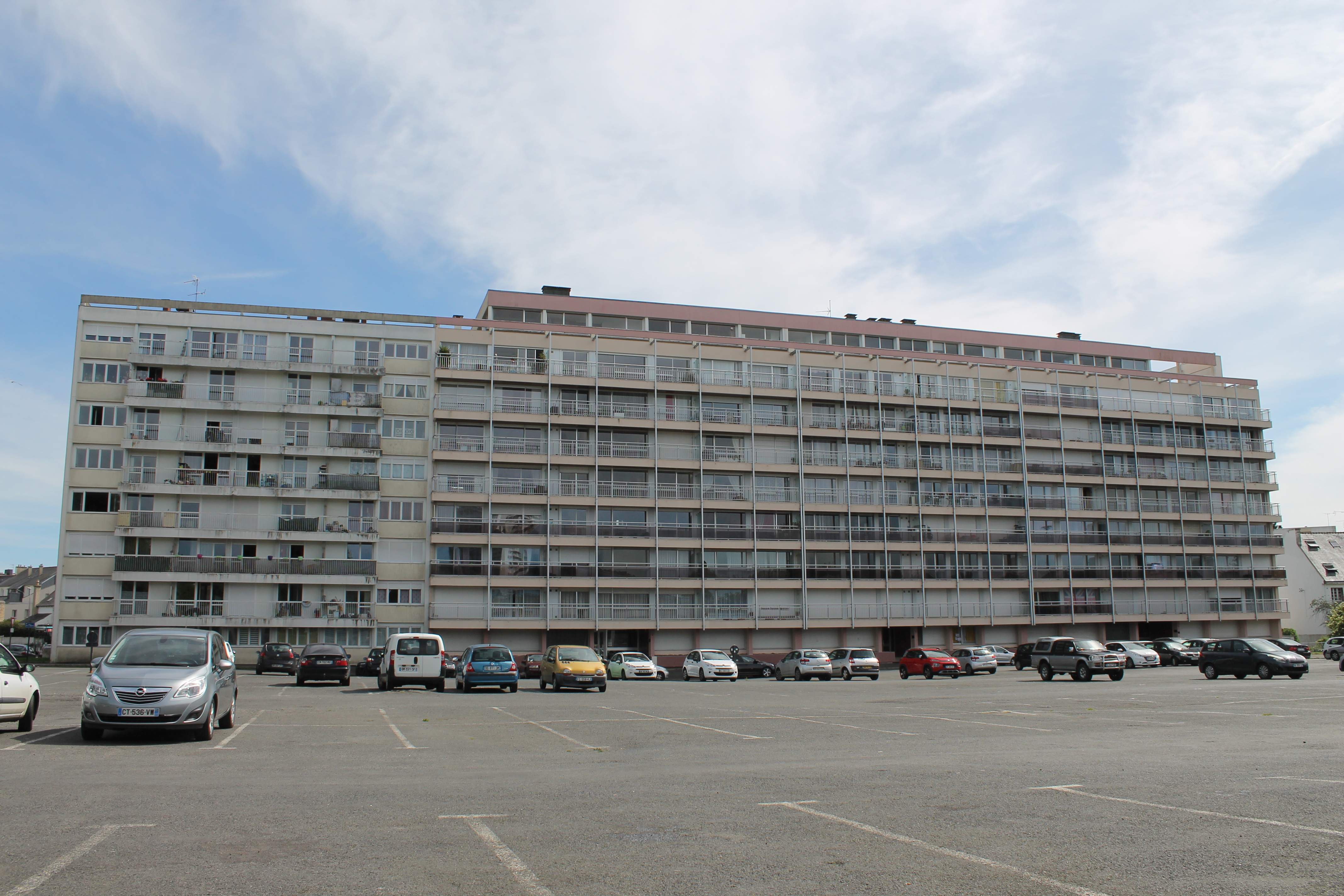
自由广场附近的民居

2017年，圣布里厄境内共有各类住房27,153套，比上一年增加了255处。其中83.5%为常住居民住房。此外，圣布里厄所在城市圈公共社区对境内的所有老旧房屋实施翻新计划。

### 商业
2018年，圣布里厄境内共有各类实体商铺943家，其中餐厅167家、大型超市9家、杂货店24家、面包房25家、肉铺17家、书店16家、装饰品店5家、银行门店34家、美容美发店62家、汽车维修店44家。个体性的商铺主要位于圣布里厄市中心，大型商场则主要分布在市区东部的朗戈商业中心境内。

### 体育
2019年，圣布里厄境内共有2家游泳池、19间健身房、1座综合体育场、5处网球场、12处足球或橄榄球场、11处篮球或排球场以及1处高尔夫球场。圣布里厄设有多个不同项目的体育俱乐部。
布里奥尚体育会是当地的一个足球俱乐部，成立于1904年，曾于1993至1997年间参加法国足球乙级联赛，2020至2021赛季参加法国全国联赛（法丙）。

### 环境
圣布里厄的环境事务由其所属的公共社区负责。2018年，圣布里厄境内共有3家污染企业。

### 治安
2018年，圣布里厄市镇范围内共有1处派出所和0处宪兵队。
2014年，圣布里厄及附近地区共发生各类案件4,762起，其中盗窃类案件2,919起，经济类案件572起，毒品交易类案件314起。

## 文化
2019年，圣布里厄境内共有2家剧场、1家电影院、1家博物馆和1家音乐厅。圣布里厄市政府提供多媒体中心，向公众全年开放。

### 建筑
圣布里厄境内的旅游景点以地方性的历史古迹为主，圣布里厄主教座堂，全名为”圣布里厄圣艾蒂安大教堂“，是天主教圣布里厄教区的座堂所在地，建于中世纪末，于1906年被列入法国国家文物保护单位。圣布里厄艺术与历史博物馆也是当地的一个重要景点。此外，高39米的古埃迪克铁路高架桥是圣布里厄的一处标志性建筑。

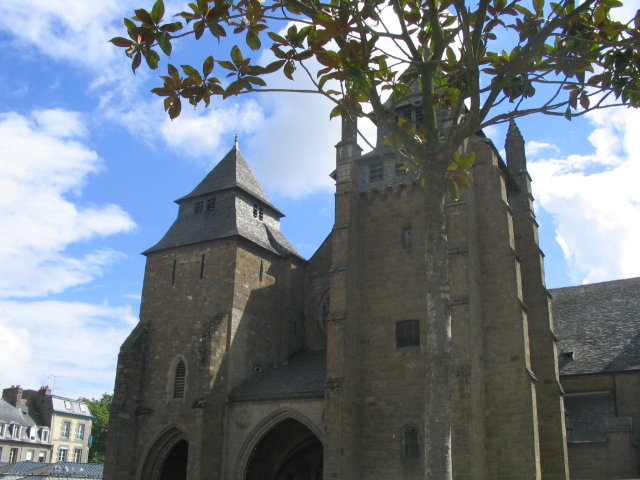
圣布里厄圣艾蒂安大教堂
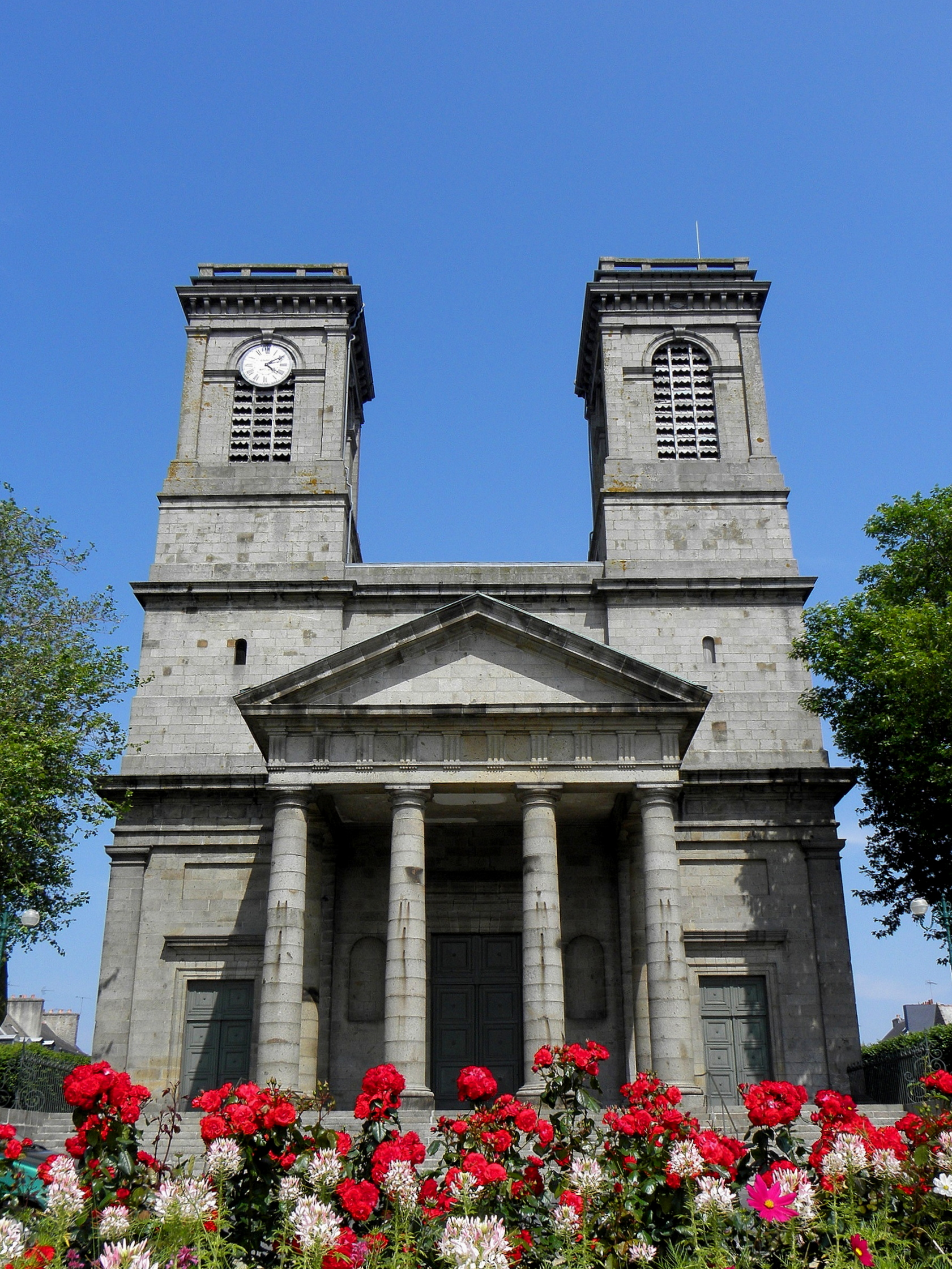
圣布里厄圣弥额尔堂
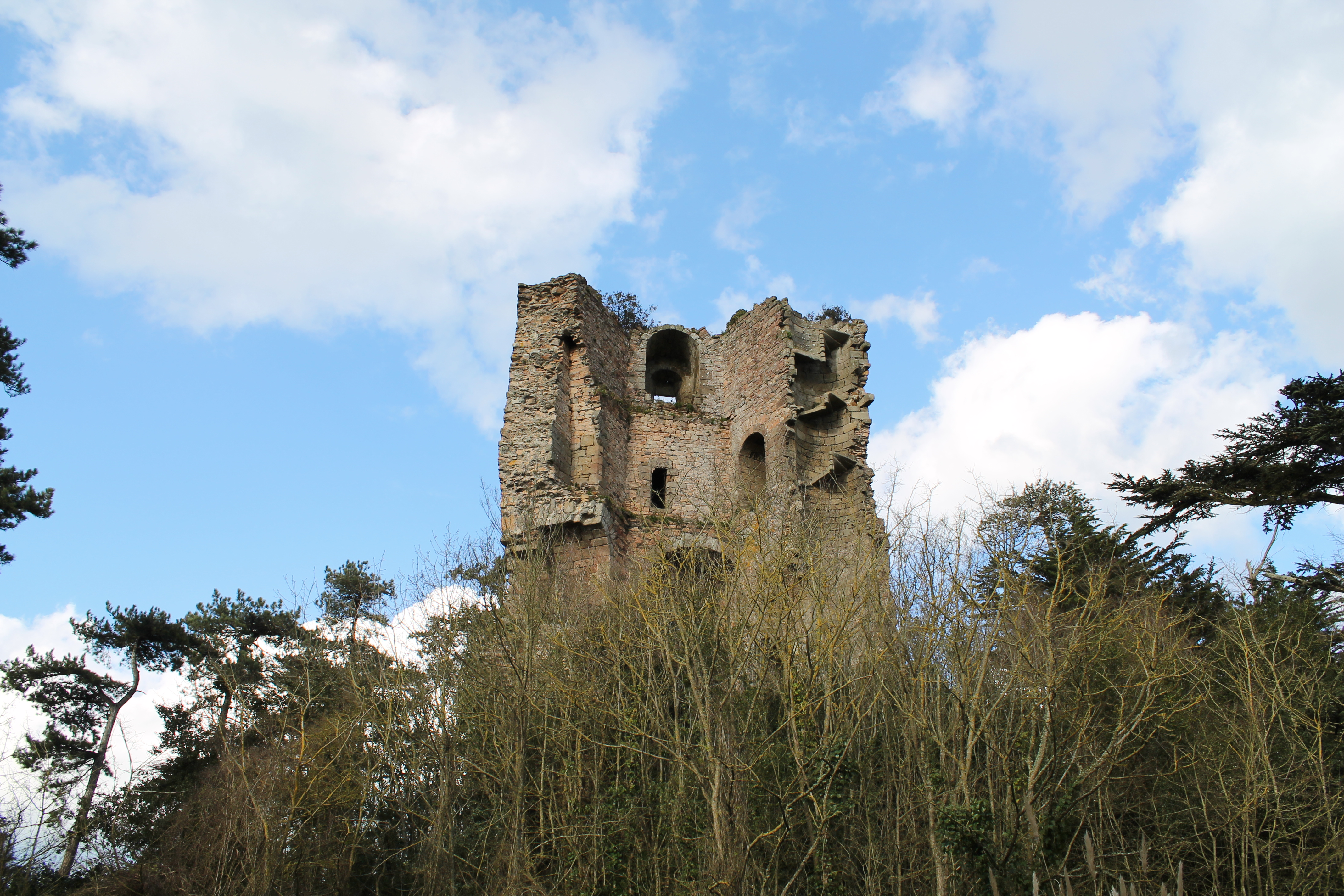
瑟松塔（法语：Tour de Cesson）
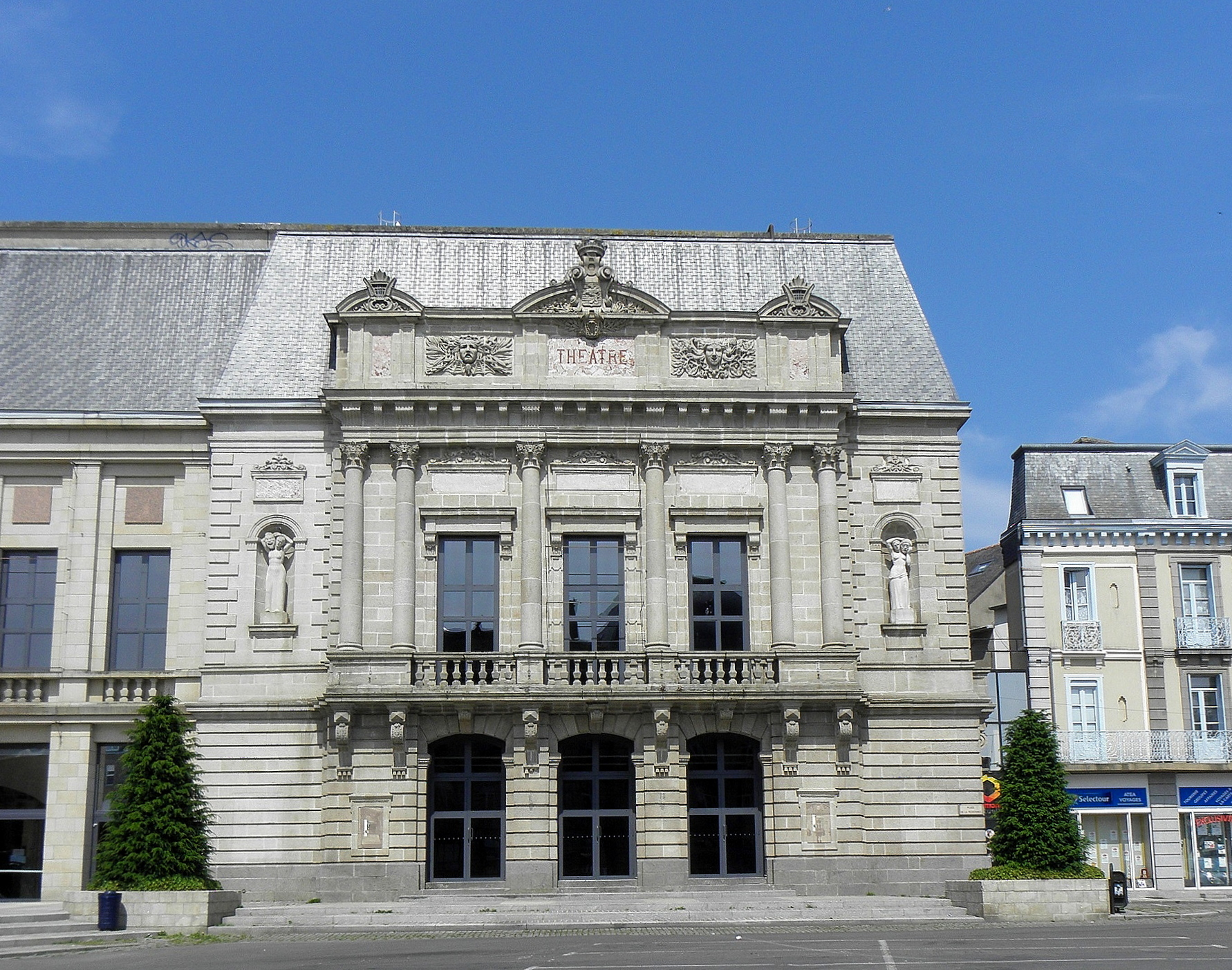
圣布里厄市政剧场
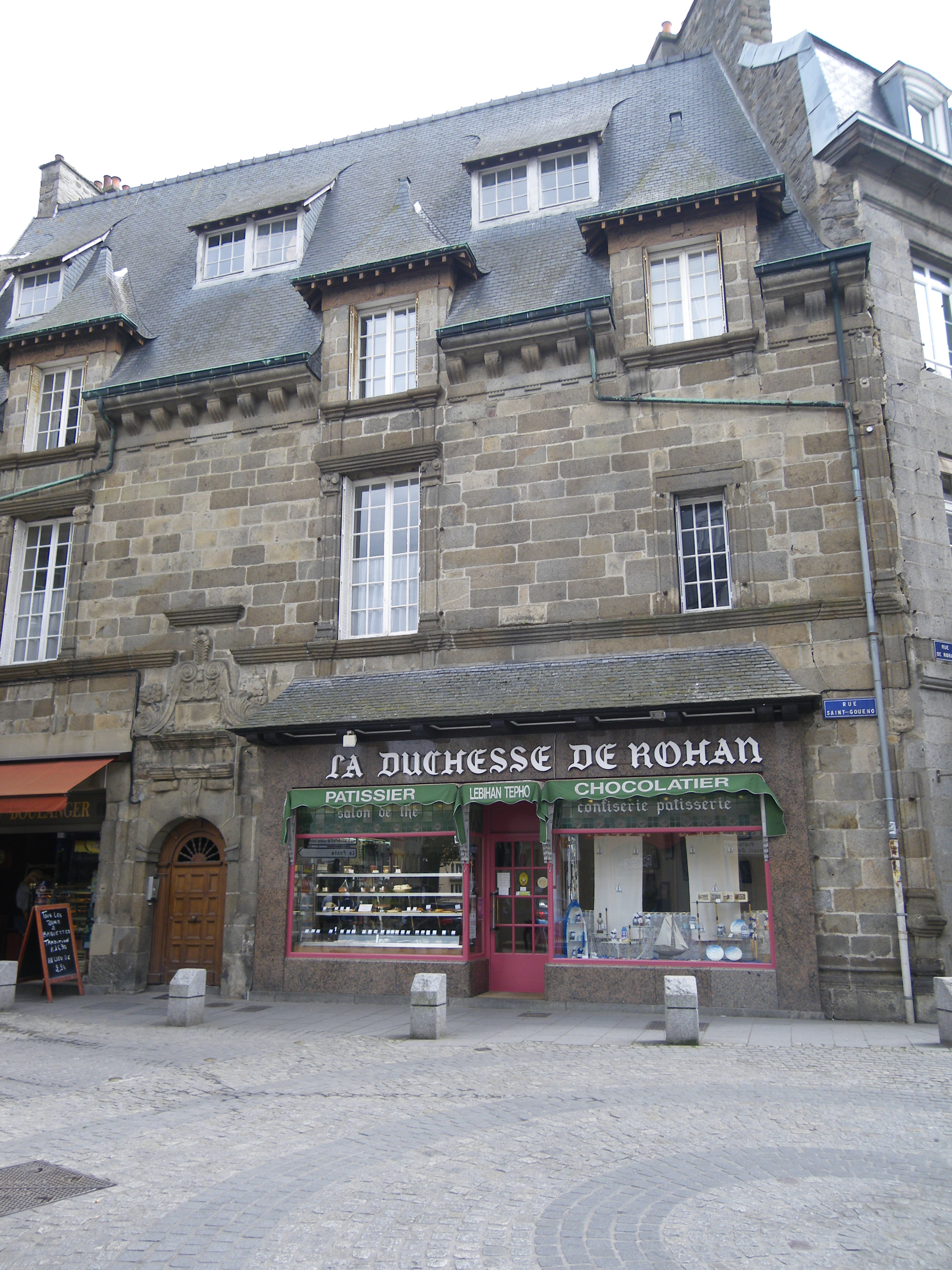
罗昂宫
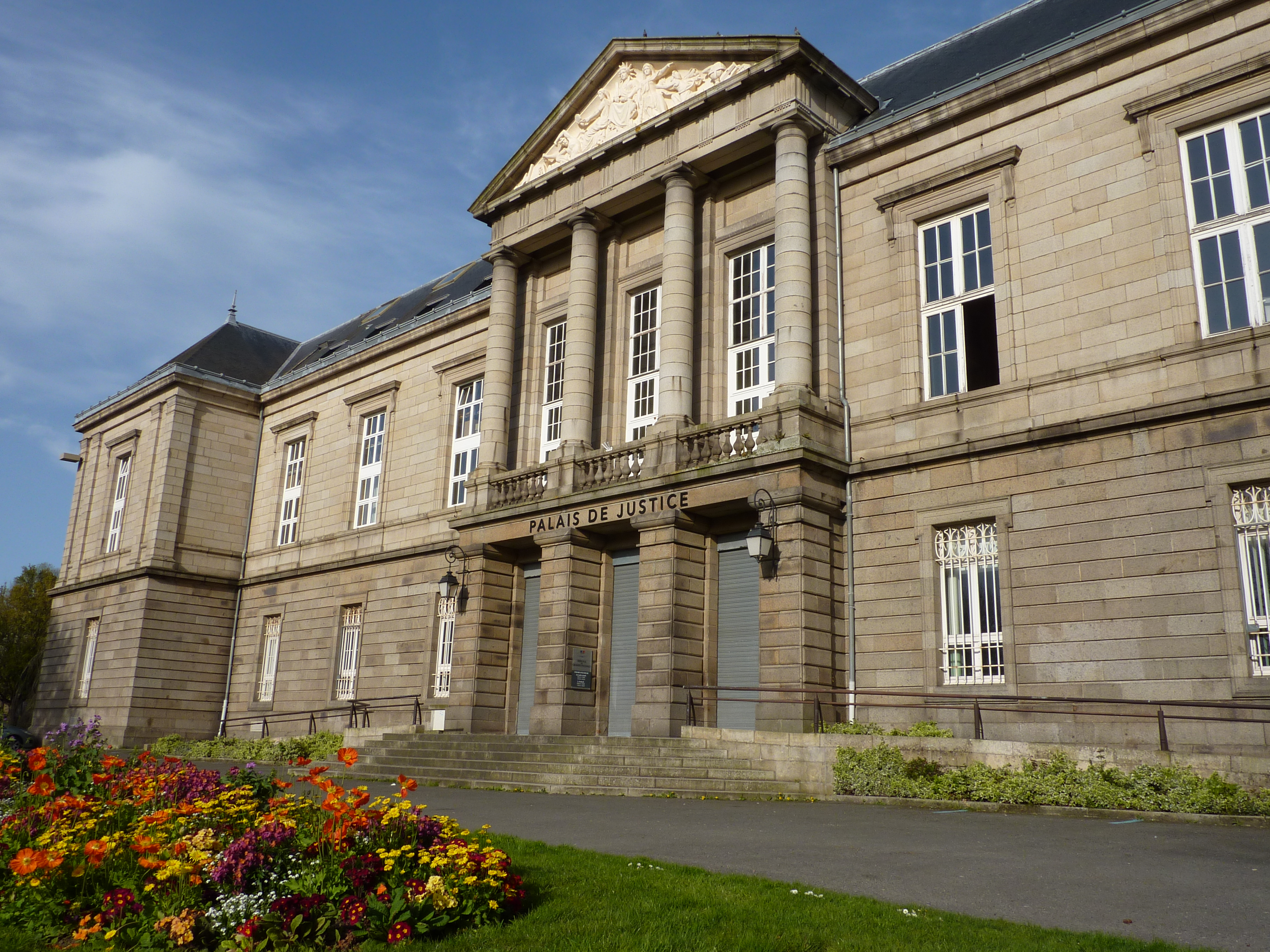
圣布里厄法院
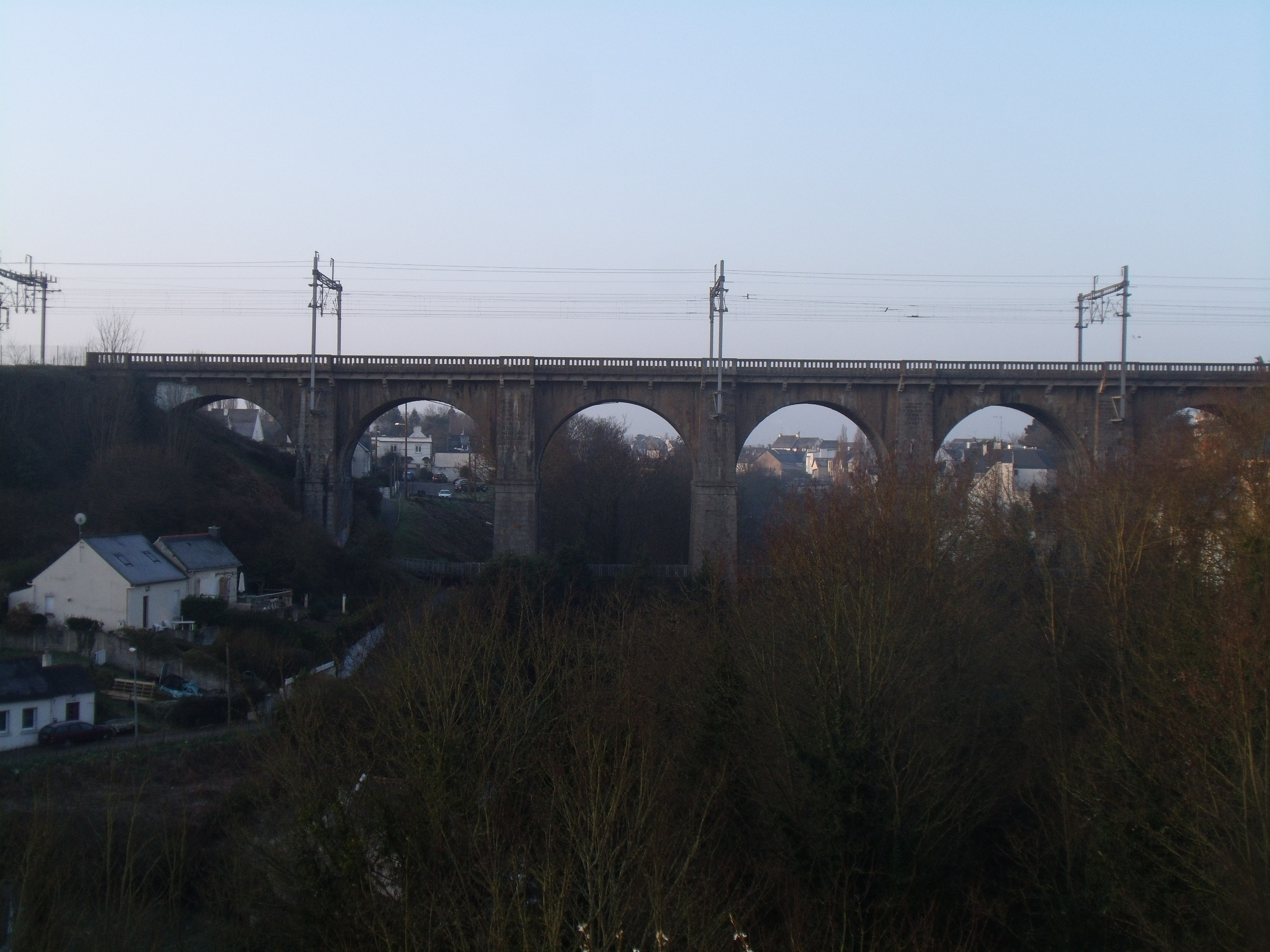
古埃迪克铁路高架桥（法语：Viaduc ferroviaire du Gouédic）

### 旅游
圣布里厄的旅游事务由其所属的公共社区负责。截止2018年1月1日，圣布里厄境内设有1处旅游咨询处（Maison de Tourisme），共有9家宾馆共计278间房间，另有1个露营地，可容纳共88辆露营车。

### 活动
摇滚艺术音乐节创建于1983年，每年五月举办，是圣布里厄的一个地方性节日。2018年，法国本土当红歌手奥雷尔桑和Vald参与了该音乐节。

### 语言
圣布里厄是法国较为传统的布列塔尼语使用区，但该市并未加入布列塔尼前进组织，故而圣布里厄的公共机构没有使用双语标牌的义务。不过，根据布列塔尼前进2008年的调查，圣布里厄仍然有3.98%的小学生在法语－布列塔尼语双语学校学习，并且这一比例比例于2017年上升至4％。

## 对外交流
截止2019年8月初，圣布里厄共设有5座姊妹城市和2座合作交流城市：
| - 阿伯里斯特威斯 - 希腊 圣帕拉斯凯维 - 德国 阿尔斯多夫 - 戈拉日代 - 柬埔寨 林贝 | - 尼日尔 阿加德兹 - 突尼西亞 加贝斯 |